# Terpsiphone mutata
Il pigliamosche del Paradiso del Madagascar (Terpsiphone mutata (Linnaeus, 1766)) è un uccello della famiglia Monarchidae.

## Distribuzione e habitat
La specie è diffusa in Madagascar e nelle vicine isole Comore e Mayotte.

## Tassonomia
Sono note le seguenti sottospecie:
- T. m. mutata (Linnaeus, 1766) - sottospecie nominale con areale ristretto al Madagascar orientale
- T. m. singetra (Salomonsen, 1933) -  sottospecie diffusa nel Madagascar settentrionale, occidentale e meridionale
- T. m. pretiosa (Lesson, 1847) - endemica di Maore (Mayotte)
- T. m. vulpina (Newton, 1877) - endemica di Nzwani (Comore)
- T. m. voeltzkowiana Stresemann, 1924 - endemica di Mohéli (Comore)
- T. m. comorensis Milne-Edwards & Oustalet, 1885 - endemica di Njazidja (Comore)